# Air Mauritius
Air Mauritius Limited, действующая как Air Mauritius, — флагманская авиакомпания Маврикия со штаб-квартирой в городе Порт-Луи, осуществляющая регулярные пассажирские перевозок по аэропортам внутри страны и за её пределами. Портом приписки авиакомпании и её главным транзитным узлом (хабом) является международный аэропорт имени сэра Сивусагура Рамгулама в 47 км к юго-востоку от Порт-Луи (по автодороге; по прямой 35,5 км).
51 процент собственности Air Mauritius принадлежит холдингу «Air Mauritius Holdings Ltd.», мажоритарную часть в управлении которого, в свою очередь, занимает правительство Маврикия. Авиакомпании полностью принадлежат коммерческие компании «Airmate Ltd.», «Air Mauritius Holidays (Pty) Ltd. Australia», «Air Mauritius SA (Proprietary) Ltd.», «Mauritian Holidays Ltd.» (Великобритания) и «Mauritius Helicopters Ltd.»; а также 93,7 собственности «Mauritius Estate Development Corporation Ltd.», 54,2 % «Pointe Coton Resort Hotel Company Ltd.» и 41,7 % компании «Mauritius Shopping Paradise Company Ltd.».
Air Mauritius занимает четвёртое место по размеру флота и пассажирообороту среди всех авиакомпаний африканских стран южнее Сахары, имея сильную маршрутную сеть, связывающую Маврикий с крупными аэропортами Европы, Африки и государств Индийского океана. В 2011 году Air Mauritius в седьмой раз подряд получила премию «Лучшая авиакомпания государств Индийского океана».

## История
Air Mauritius была основана 14 июня 1967 года авиакомпаниями Air France, BOAC и правительством Маврикия, каждая структура при этом получила 27,5 % собственности нового авиаперевозчика, управление компании было передано в «Rogers and Co. Ltd.», являвшейся в то время генеральным агентом по продаже авиабилетов авиакомпаний Air France и BOAC.
В начале своей деятельности Air Mauritius осуществляла регулярные пассажирские перевозки на международных направлениях в партнёрстве с авиакомпаниями Air France, Air India и British Airways, каждая из которых к 1978 году владела по 25 % собственности маврикийского авиаперевозчика. C 1967 по 1972 годы Air Mauritius занималась только наземным обслуживанием воздушных судов других авиакомпаний, в августе 1972 года перевозчик получил в лизинг у Air Madagascar шестиместный самолёт Piper PA-31 Navajo и открыл свой первый регулярный рейс между Маврикием и островом Родригес. В следующем году авиакомпания взяла в мокрый лизинг у British Airways реактивный лайнер Vickers VC10 и запустила дальнемагистральный маршрут между Маврикием и Лондоном с промежуточной посадкой в Найроби. 1 ноября 1977 года на тот же маршрут, но без транзитной остановки, был поставлен Boeing 707, также взятый в лизинг у британской British Airtours.
В 1970-80-х годах авиакомпания обслуживала дальнемагистральные маршруты на самолётах Boeing 707 и Boeing 747SP, которые в период с 1988 по 1994 года заменялись на более современные Boeing 767 и Airbus A340. В 2001 году на среднемагистральные маршруты перевозчика в аэропорты стран Африки встали лайнеры Airbus A319, а на рейсы между островами восточной части африканского континента — полученные в период с 1987 по 2002 годы самолёты ATR 42 и ATR 72.
В 1995 года Air Mauritius провела процедуру первичного размещения своих акций на фондовой бирже Маврикия. По состоянию на 31 марта 2011 года основными держателями акций авиакомпании являлись управляющий холдинг «Air Mauritius Holdings» (51 %) и правительство стран (8,4 %), в руках частных инвесторов находилось 19,9 % компании
В марте 2007 года штатная численность авиакомпании составляла 2761 сотрудников.

## Маршрутная сеть
В июле 2011 года маршрутная сеть регулярных перевозок авиакомпании Air Mauritius включала в себя 26 направлений между Маврикием и аэропортами Азии, Африки, Европы и Океании, при этом в начале июля 26-м регулярным рейсом перевозчика стал маршрут в Шанхай. В феврале следующего года авиакомпания объявила о прекращении с мая месяца убыточных рейсов в Милан, Мельбурн и Сидней

### Партнёрские соглашения
В апреле 2012 года в Air Mauritius действовали код-шеринговые соглашения со следующими авиакомпаниями:
- Air France — на маршруте Порт-Луи — Париж — Порт-Луи и на нескольких европейских маршрутах Air France из Парижа
- Emirates Airline — на маршруте Порт-Луи — Дубай — Порт-Луи
- Malaysia Airlines — на нескольких маршрутах из Куала-Лумпура
- South African Airways — на маршруте Порт-Луи — Йоханнесбург — Порт-Луи.

### Бонусная программа
Авиакомпания Air Mauritius имеет собственную бонусную программу поощрения часто летающих пассажиров «Kestrelflyer» с двумя уровнями привилегий «Silver» («Серебряный») и «Gold» («Золотой»).

## Флот

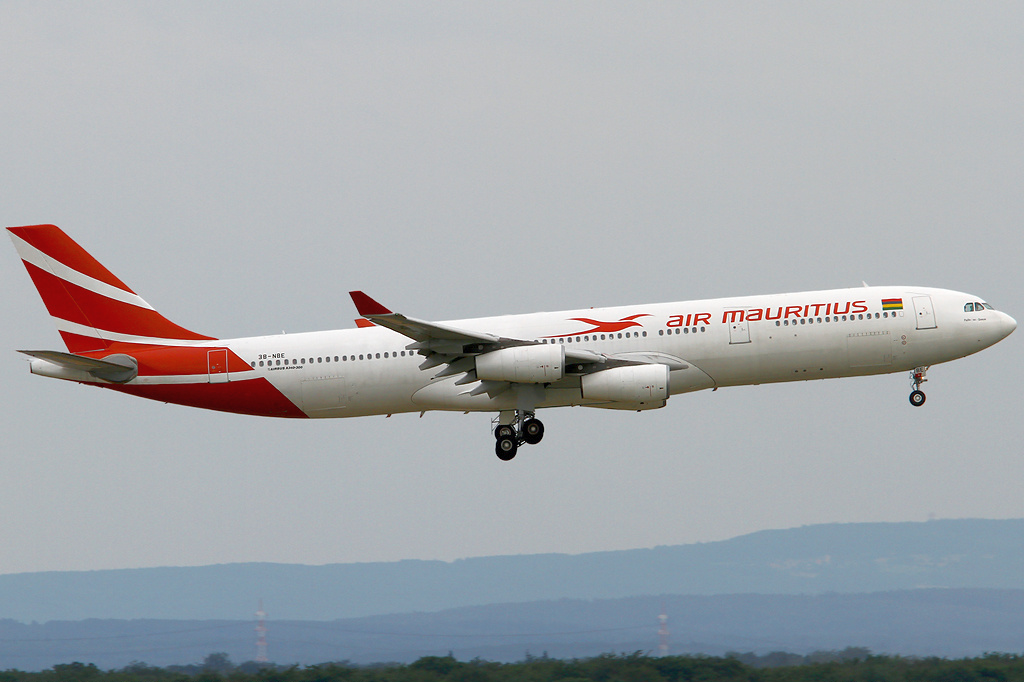
Airbus A340-300 авиакомпании Air Mauritius в аэропорту Франкфурта, 2011 год

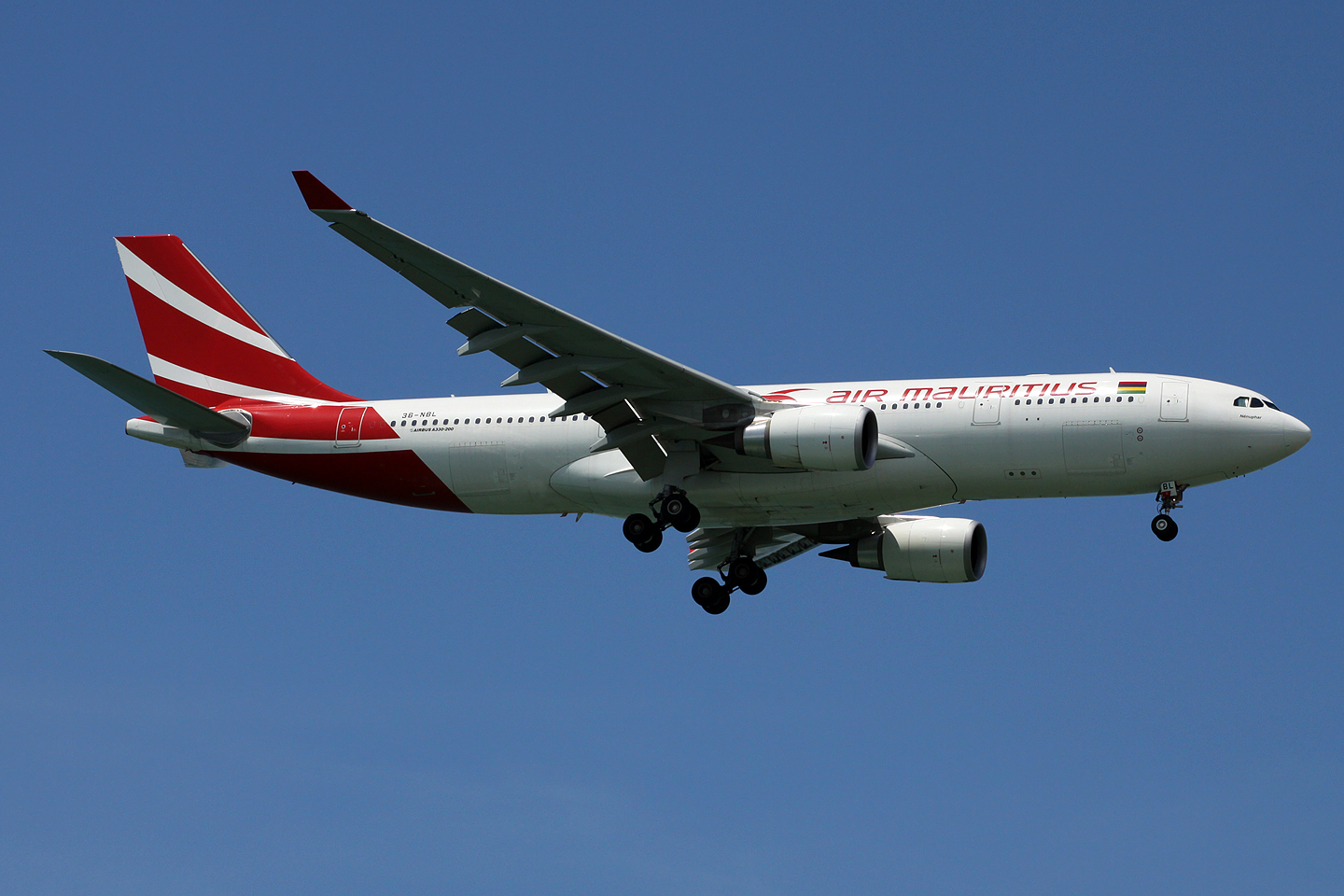
Airbus A330-200 авиакомпании Air Mauritius в сингапурском аэропорту Чанги, 2010 год

В апреле 1988 года авиакомпания ввела в эксплуатацию два лайнера Boeing 767-200ER, присвоив им неофициальные название «City of Port Louis» (рус. Город Порт-Луи и «City of Curepipe» (рус. Город Кюрпип). Один из этих самолётов установил рекорд среди двухдвигательных реактивных самолётов с коммерческой загрузкой, совершив 18 апреля 1988 года беспосадочный перелёт из муниципального аэропорта Галифакс (Новая Шотландия, Канада) в Маврикий и покрыв при этом расстояние в 14 тысяч километров менее чем за 17 часов.
В 1994 году Air Mauritius стала первой среди всех авиакомпаний африканских стран южнее Сахары, начавшей эксплуатацию дальнемагистрального лайнера Airbus A340-300. В середине 2005 года перевозчик заказал модифицированный самолёт того же типа (Airbus A340-300Enhanced), начавший выполнение регулярных рейсов на маршруте между Маврикием и лондонским аэропортом Хитроу
В марте 2007 года Air Mauritius стала первым коммерческим авиаперевозчиком Южной Африки, флот которой состоял только из средне- и дальнемагистральных лайнеров производства концерна Airbus. В конце того же года воздушный флот авиакомпании пополнился первым самолётом Airbus A330-200.

### Действующий флот
По состоянию на апрель 2022 года средний возраст воздушного флота авиакомпании Air Mauritius составил 7.0 года:

### Прежний флот
Ранее авиакомпания эксплуатировала воздушные суда следующих типов:
- Airbus A319-100[26]
- Airbus A320-200[26]
- Airbus A330-200[26]
- Airbus A340-300[26]
- ATR-42 500[26]
- Boeing 747SP[26]
- Boeing 767-200[26]
- Boeing 767-300[26]

## Направления
| ___    | Пункт прилёта           | Страна              | Самолёт                                                              | Авиакомпания                                               | Количество полётов в неделю                                         |
| 1.     | Брюссель (Национальный) | Бельгия             | Airbus A330-900neo                                                   | Air Belgium                                                | Среда, Суббота                                                      |
| 2.     | Вена                    | Австрия             | Boeing 777-200ER                                                     | Austrian Airlines                                          | Среда, Пятница, Воскресенье                                         |
| 3.     | Маэ                     | Сейшельские острова | Airbus A320neo                                                       | Air Seychelles                                             | Среда                                                               |
| 4.     | Эр-Рияд                 | Саудовская Аравия   | Boeing 787-10                                                        | Saudia                                                     | Сезонный (Летний)                                                   |
| 5.     | Дубай                   | ОАЭ                 | Airbus A380-800                                                      | Emirates                                                   | Понедельник, Вторник, Среда, Четверг, Пятница, Суббота, Воскресенье |
| 6.     | Йоханнесбург            | ЮАР                 | Airbus A320-200; Airbus A330-900neo; Airbus A350-900; Boeing 737-800 | Air Mauritius; FlySafair; Maldivian; South African Airways | Понедельник, Вторник, Среда, Четверг, Пятница, Суббота, Воскресенье |
| 7.     | Лондон (Гатвик)         | Великобритания      | Boeing 777-200ER                                                     | British Airways                                            | Среда, Пятница, Воскресенье                                         |
| 8.     | Лондон (Хитроу)         | Великобритания      | Airbus A350-900                                                      | Air Mauritius                                              | Среда, Четверг, Суббота                                             |
| 9.     | Мумбаи                  | Индия               | Airbus A330-900neo                                                   | Air Mauritius                                              | Вторник, Среда, Четверг, Суббота, Воскресенье                       |
| 10.    | Найроби                 | Кения               | Boeing 737-800; Embraer 190                                          | Kenya Airways                                              | Среда, Воскресенье                                                  |
| 11.    | Париж (Шарль-де-Голль)  | Франция             | Airbus A350-900; Boeing 777-300ER                                    | Air Mauritius; Air France                                  | Понедельник, Среда, Пятница, Воскресенье                            |
| 12.    | Родригес                | Маврикий            | ATR 72-500                                                           | Air Mauritius                                              | Понедельник, Вторник, Среда, Четверг, Пятница, Суббота, Воскресенье |
| 13.    | Сен-Дени                | Реюньон             | Airbus A220-300; Airbus A330-900neo; ATR 72-500                      | Air Mauritius; Air Austral; Corsair                        | Понедельник, Вторник, Среда, Четверг, Пятница, Суббота, Воскресенье |
| 14.    | Стамбул (новый)         | Турция              | Airbus A330-300                                                      | Turkish Airlines                                           | Вторник, Четверг, Суббота                                           |
| 15.    | Франкфурт-На-Майне      | Германия            | Airbus A340-300; Boeing 767-300                                      | Condor; Lufthansa                                          | Понедельник, Вторник, Четверг, Суббота                              |
| 16.    | Цюрих                   | Швейцария           | Airbus A340-300                                                      | Edelweiss Air                                              | Среда, Суббота, Воскресенье                                         |
| Всего: | 16 направлений          |                     |                                                                      |                                                            |                                                                     |